# Viscount Mount Cashell
Viscount Mount Cashell war ein erblicher britischer Adelstitel, der zweimal in der Peerage of Ireland verliehen wurde.
Der Titelname bezieht sich auf den Rock of Cashel im County Tipperary.

## Verleihungen
Der Titel wurde erstmals am 31. Januar 1706 für Paul Davys geschaffen, zusammen mit dem nachgeordneten Titel Baron Mount Cashell. Beide Titel erloschen beim Tod seines jüngeren Sohnes, des 3. Viscount, am 30. Juli 1736.
In zweiter Verleihung wurde am 22. Januar 1766 der Titel Viscount Mount Cashell, of the City of Cashell, für den ehemaligen irischen Unterhausabgeordneten Stephen Moore, 1. Baron Kilworth, neu verliehen. Diesem war bereits am 14. Juli 1764 der fortan nachgeordnete Titel Baron Kilworth, of Moore Park in the County of Cork, verliehen worden. Sein Sohn, der 2. Viscount, wurde am 5. Januar 1781 auch zum Earl Mount Cashell erhoben. Die drei Titel, die alle zur Peerage of Ireland gehörten, erloschen beim Tod von dessen Urenkel, dem 6. Earl am 1. April 1915. 

## Liste der Viscounts Mount Cashell

### Viscounts Mount Cashell, erste Verleihung (1706)
- Paul Davys, 1. Viscount Mount Cashell († 1716)
- James Davys, 2. Viscount Mount Cashell (1710–1719)
- Edward Davys, 3. Viscount Mount Cashell (1711–1736)

### Viscounts Mount Cashell, zweite Verleihung (1766)
- Stephen Moore, 1. Viscount Mount Cashell (1696–1766)
- Stephen Moore, 1. Earl Mount Cashell, 2. Viscount Mount Cashell (1730–1790)
- Stephen Moore, 2. Earl Mount Cashell, 3. Viscount Mount Cashell (1770–1822)
- Stephen Moore, 3. Earl Mount Cashell, 4. Viscount Mount Cashell (1792–1883)
- Stephen Moore, 4. Earl Mount Cashell, 5. Viscount Mount Cashell (1825–1889)
- Charles Moore, 5. Earl Mount Cashell, 6. Viscount Mount Cashell (1826–1898)
- Edward Moore, 6. Earl Mount Cashell, 7. Viscount Mount Cashell (1829–1915)